# 梁國豪
梁國豪（英語：Leunug Kwok-ho，1986年—），香港民主派人士，前任香港離島區議會長洲選區議員。

## 政治生涯
2015年11月22日，梁國豪首次參與區議會選舉，在長洲南選區以838票，不敵得1,487票的鄺官穩，未能當選。
2019年11月24日，梁國豪再次參與區議會選舉，在長洲選區以5,142票，擊敗得3,233票的民建聯郭慧文，成功當選。
在新一屆區議會會議上，他被民主派推舉為離島區議會主席候選人，在第一輪投票與建制派的余漢坤同得7票，而建制派的周玉堂取得4票。第二輪投票梁國豪只獲得8票，不敵取得10票的余漢坤，落選離島區議會主席。
2021年7月10日，梁國豪決定辭任區議員。

## 外部連結
- 梁國豪Facebook專頁

| 議會席位    | 議會席位                         | 議會席位                |
| ----------- | -------------------------------- | ----------------------- |
| 前任： 首任 | 離島區議員長洲選區 2020年-2021年 | 繼任： 末任（选区取消） |